# Ižirak (luna)

Ižirak  je progradni nepravilni naravni satelit (luna) Saturna.

## Odkritje in imenovanje
Luno Ižirak sta odkrila v letu 2000 J. J. Kavelaars in B. J. Gladman. Njeno začasno ime je bilo S/2000 S 6 .
Ime je dobila po Ižiraku iz inuitske mitologije 

## Lastnosti
Luna Ižirak ima premer okoli 12 km. Kroži okroži Saturn na poprečni razdalji 11,124.000 km v 451 dneh. Spada v Inuitsko skupino Saturnovih satelitov. Njena tirnica je zelo podobna tirnici lune Kiviak.
Na površini je Ižirak rdeče barve (barvni indeks R-V=1,05, R-V = 0,58
Je mnogo bolj rdeča kot so lune Siarnak, Kiviuk in Paaliak iz iste skupine. 
Verjetno je pod vplivom Kozaijeve resonace, ki povzroča, da se izmenično zmanjšujeta in povečujeta  naklon tirnice in izsrednost. Argument periapside zaradi tega niha okoli 90° z amplitudo 60° .
Po spektru je bolj rdeča kot so asteroidi tipa D .